# Girolamo Candelfino
Girolamo Candelfino (Candorfini) (Castel Goffredo, XVI secolo – XVI secolo) è stato un poeta e militare italiano.
Fu poeta e uomo d'armi, combattendo in Lombardia a fianco del duca di Urbino Francesco Maria I Della Rovere. Diede alle stampe un poemetto dove, in 138 stanze, narra gli avvenimenti occorsi in Lombardia tra le armate francesi e spagnole dal 1495 al 1521.

## Opere
- Poemetto in ottave, preceduto da una lettera di dedica in prosa a Guidobaldo II Della Rovere, duca di Urbino: Li fatti che sonno stati in Lombardia con li Francesi e Spagnioli con la battaglia di Grelasco [Garlasco, marzo 1524], preso per l'ill.mo et ecc.mo sig.r duca [Della Rovere] Francesco Maria [I], duca di Urbino.[1], Perugia, Niccolò Zoppino e Vincenzo di Paolo, 1524.